# Philosophenproblem

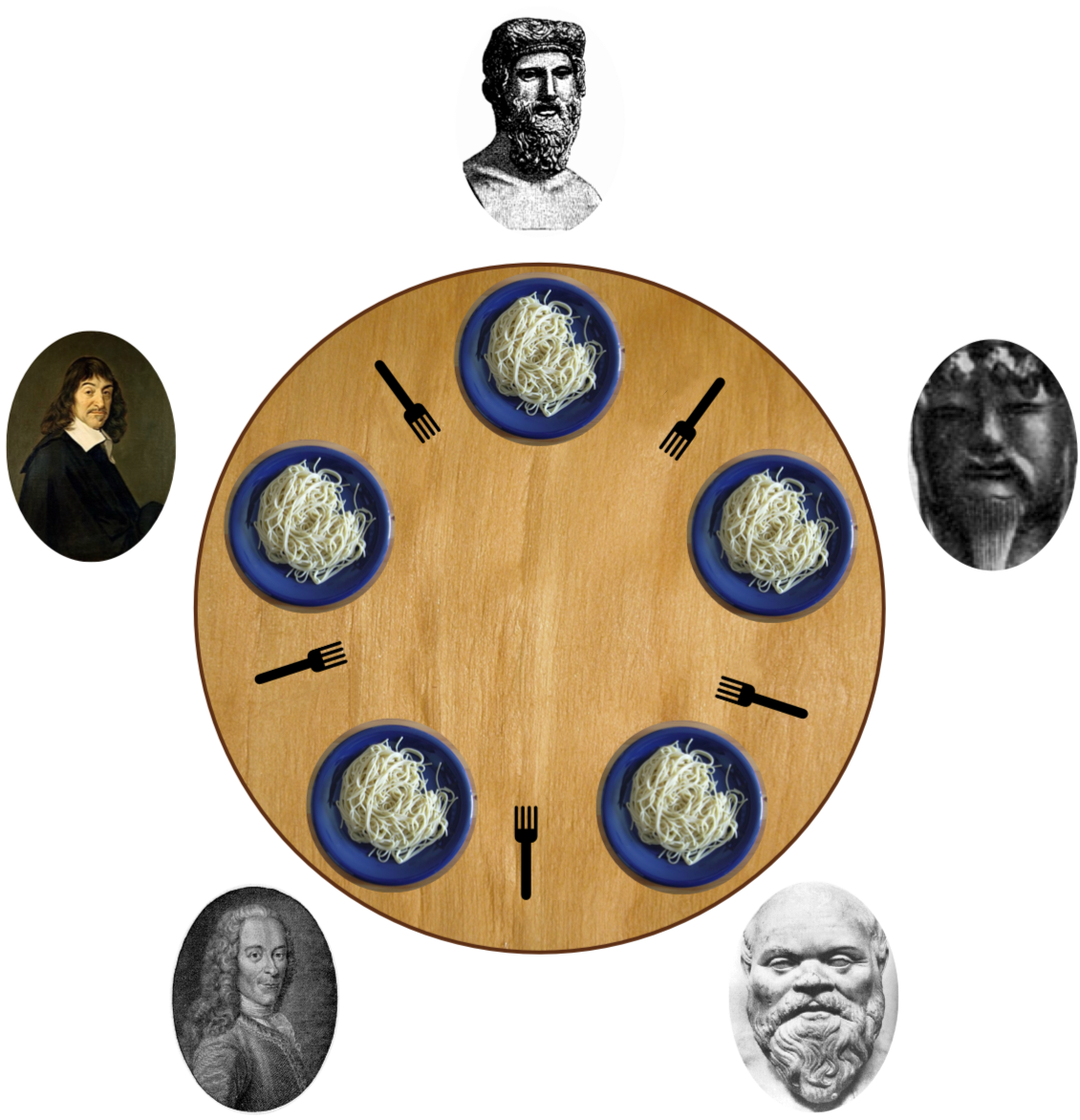
Aufbau des Philosophenproblems

Beim Philosophenproblem (englisch dining philosophers problem) handelt es sich um ein Fallbeispiel aus dem Bereich der theoretischen Informatik. Damit soll das Problem der Nebenläufigkeit und die Gefahr der Verklemmung von Prozessen veranschaulicht werden. Das Problem wurde von Edsger W. Dijkstra formuliert.

## Aufbau
Fünf Philosophen, nummeriert von eins bis fünf, leben in einem Haus, in dem der Tisch für sie gedeckt ist, wobei jeder Philosoph seinen eigenen Platz am Tisch hat. Ihr einziges Problem – neben dem der Philosophie – ist, dass es sich bei dem servierten Gericht um eine sehr schwierige Sorte Spaghetti handelt, die mit zwei Gabeln gegessen werden muss. Zwischen den Tellern befindet sich jeweils eine Gabel, sodass dies für einen einzelnen Philosophen kein Problem darstellt. Allerdings können zwei Nachbarn nicht gleichzeitig essen.

## Problem
Die Philosophen sitzen am Tisch und denken über philosophische Probleme nach. Wenn einer hungrig wird, greift er zuerst die Gabel links von seinem Teller, dann die auf der rechten Seite und beginnt zu essen. Wenn er satt ist, legt er die Gabeln wieder zurück und beginnt wieder zu denken. Sollte eine Gabel nicht an ihrem Platz liegen, wenn der Philosoph sie aufnehmen möchte, so wartet er, bis die Gabel wieder verfügbar ist.
Solange nur einzelne Philosophen hungrig sind, funktioniert dieses Verfahren. Es kann aber passieren, dass sich alle fünf Philosophen gleichzeitig entschließen, zu essen. Sie ergreifen also alle gleichzeitig ihre linke Gabel und nehmen damit dem jeweils links von ihnen sitzenden Kollegen dessen rechte Gabel weg. Nun warten alle fünf darauf, dass die rechte Gabel wieder auftaucht. Das passiert aber nicht, da keiner der fünf seine linke Gabel zurücklegt. Die Philosophen verhungern.

## Lösung mittels Ressourcenhierarchie
Bei der Ressourcenhierarchie-Lösung werden die Gabeln von eins bis fünf durchnummeriert. Jeder Philosoph muss immer zuerst versuchen, die Gabel mit der niedrigeren Nummer aufzunehmen, und nur wenn das erfolgreich war, versucht er, die Gabel mit der höheren Nummer aufzunehmen. In diesem Fall können nicht alle fünf Philosophen gleichzeitig die Gabel mit der niedrigeren Nummer aufnehmen. Entweder nimmt der erste Philosoph die Gabel mit der Nummer eins (die zu seiner linken), oder der letzte Philosoph nimmt diese Gabel (die zu seiner rechten). Nimmt der erste Philosoph diese Gabel, so erhält der vorletzte Philosoph zwei Gabeln und der letzte keine. Nimmt der letzte Philosoph diese Gabel, so erhält der erste Philosoph keine Gabel und der letzte und vorletzte Philosoph streiten sich um die Gabel mit der Nummer fünf, wer zuerst kommt, isst mit zwei Gabeln.
Der folgende Quellcode ist eine C++11-Implementierung der Ressourcenhierarchie-Lösung für drei Philosophen. Die Funktion sleep_for() simuliert die Zeit, die normalerweise mit Geschäftslogik verbracht wird.
```
#include
 
<iostream>

#include
 
<chrono>

#include
 
<mutex>

#include
 
<thread>

#include
 
<random>

#include
 
<ctime>

using
 
namespace
 
std
;

int
 
myrand
(
int
 
min
,
 
int
 
max
)
 
{

  
static
 
mt19937
 
rnd
(
time
(
nullptr
));

  
return
 
uniform_int_distribution
<>
(
min
,
max
)(
rnd
);

}

void
 
phil
(
int
 
ph
,
 
mutex
&
 
ml
,
 
mutex
&
 
mh
,
 
mutex
&
 
mo
)
 
{

  
for
 
(;;)
 
{
  
// verhindert, dass Thread beendet wird

    
int
 
duration
 
=
 
myrand
(
200
,
 
800
);

    
{

      
// Block { } begrenzt Gueltigkeit von lock

      
lock_guard
<
mutex
>
 
moGuard
(
mo
);

      
cout
<<
ph
<<
" denkt "
<<
duration
<<
"ms
\n
"
;

    
}

    
this_thread
::
sleep_for
(
chrono
::
milliseconds
(
duration
));

    
{

      
lock_guard
<
mutex
>
 
moGuard
(
mo
);

      
cout
<<
"
\t\t
"
<<
ph
<<
" ist hungrig
\n
"
;

    
}

    
{

      
lock_guard
<
mutex
>
 
mlGuard
(
ml
);

      
this_thread
::
sleep_for
(
chrono
::
milliseconds
(
400
));

      
lock_guard
<
mutex
>
 
mhGuard
(
mh
);

      
duration
 
=
 
myrand
(
200
,
 
800
);

      
{

        
lock_guard
<
mutex
>
 
moGuard
(
mo
);

        
cout
<<
"
\t\t\t\t
"
<<
ph
<<
" isst "
<<
duration
<<
"ms
\n
"
;

      
}

      
this_thread
::
sleep_for
(
chrono
::
milliseconds
(
duration
));

    
}

  
}

}

int
 
main
()
 
{

  
cout
<<
"speisende Philosophen C++11 mit Ressourcenhierarchie
\n
"
;

  
mutex
 
m1
,
 
m2
,
 
m3
;
   
// 3 Gabeln sind 3 Mutexe

  
mutex
 
mo
;
           
// für ordentliche Ausgabe

  
// 3 Philosophen sind 3 Threads

  
thread
 
t1
([
&
]
 
{
phil
(
1
,
 
m1
,
 
m2
,
 
mo
);});

  
thread
 
t2
([
&
]
 
{
phil
(
2
,
 
m2
,
 
m3
,
 
mo
);});

  
thread
 
t3
([
&
]
 
{
phil
(
3
,
 
m1
,
 
m3
,
 
mo
);});
  
// Ressourcenhierarchie

  
t1
.
join
();
  
// verhindert, dass Threads beendet werden

  
t2
.
join
();

  
t3
.
join
();

}

```

## Alternative Lösung
Bei dieser Variante muss jeder hungrige Philosoph entweder beide Gabeln gleichzeitig, oder keine Gabeln aufnehmen. Es ist nicht gestattet, nur eine aufzunehmen, wenn die zweite nicht verfügbar ist. Allerdings ist es in diesem Fall möglich, dass zum Beispiel immer abwechselnd Philosoph eins und drei und dann Philosoph zwei und vier essen. In diesem Fall verhungert der fünfte Philosoph.

## Zweck des Philosophenproblems
Das Szenario der fünf (gelegentlich auch nur drei oder vier) speisenden Philosophen wird oft gebraucht, um das Problem der Interprozesskommunikation und Ressourcenverwaltung bei der Entwicklung von Betriebssystemen zu illustrieren.
Das Beispiel soll darstellen, was passieren kann, wenn parallele Prozesse auf mehrere gemeinsame Ressourcen angewiesen sind und gleichzeitig darauf zugreifen. Dann kann es passieren, dass alle blockiert sind und auf ein Ereignis warten, das durch diese Blockade nie eintreffen wird. Ein solcher Zustand wird als Deadlock oder Verklemmung bezeichnet.
Zur Lösung des Problems werden typischerweise fortschrittliche Mutexe oder Semaphore zur Sequentialisierung verwendet, zum Beispiel scoped_lock von C++17.